# فيرغوس هيوم
فيرغوس هيوم (بالإنجليزية: Fergus Hume)‏ (8 يوليو 1859 - 12 يوليو 1932 في المملكة المتحدة)؛ كاتب وروائي بريطاني.

## روابط خارجية
- فيرغوس هيوم على موقع IMDb (الإنجليزية)
- فيرغوس هيوم على موقع ديسكوغز (الإنجليزية)